# Headingley

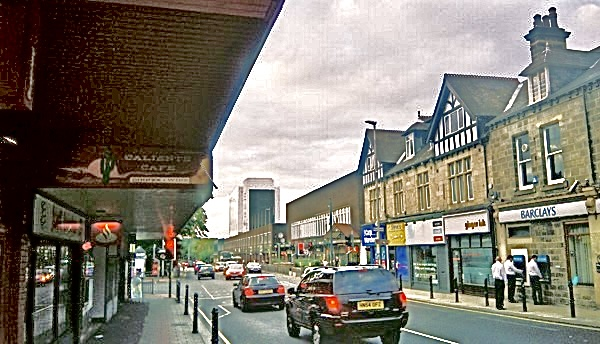
Otley Road

Headingley es un distrito de Leeds del norte en Inglaterra. El área es popular entre los estudiantes pues está cercana a dos universidades.

## Historia
Headingley primero fue mencionado en el libro de Domesday como Hedingelei o Hedingeleia en 1086, pero posiblemente datar del siglo VII. Headingley comenzó su existencia como aldea, no obstante el crecimiento de Leeds le ha dado vuelta en un suburbio. 

## Deporte

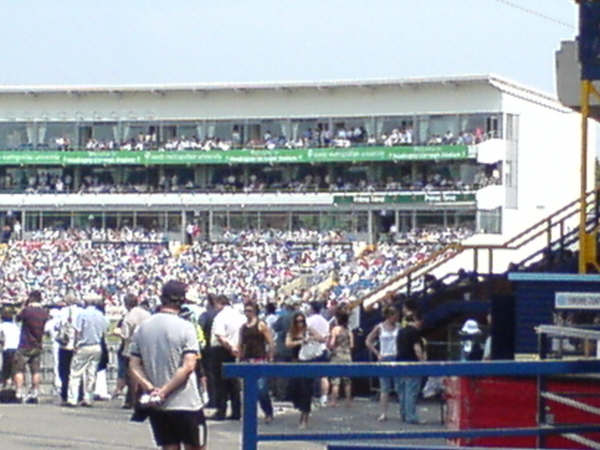
Estadio de Headingley (criquet).

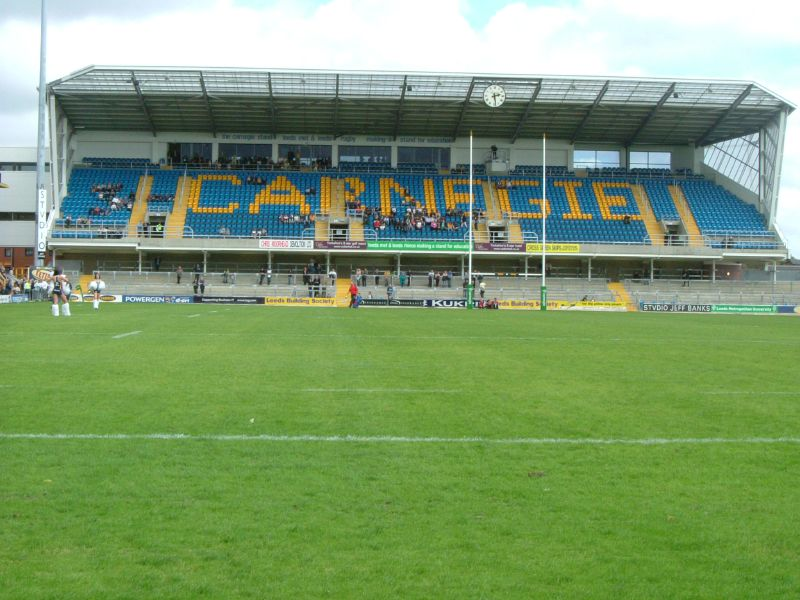
Estadio de Headingley (Rugbi).

El estadio de Headingley es utilizado por el Leeds Rhinos , club de la Rugby League, ' Leeds Carnegie' , el club de la Rugby Union y el grillo del condado de Yorkshire aporrean. La echada y el criquet del rugbi colocan detrás encendido el uno al otro. Los deportes aficionados también se juegan alrededor de Headingley.

## Transporte
Hay muchas rutas de autobús en Headingley así como un ferrocarril. Una ruta de la tranvía fue propuesta pero se ha propuesto desde entonces. Headingley está en el A660 (Otley Road). El aeropuerto de Leeds Bradford es cerca de 4 millas lejos.

## Política
Headingley está en el 'Leeds (North West) constituency'. El miembro del parlamento actual es Greg Mulholland (Liberal Democrat), que hizo los primeros 'Liberal Democrat'; P.M. en West Yorkshire en la elección general 2005. Una pequeña parte de Headingley está en el 'Leeds (West) constituency', la M.P. actual que es John Battle (Labour).
- Datos: Q1592322
- Multimedia: Headingley / Q1592322